# Hermann Wösner
Hermann Wösner (* 29. Januar 1921 in Passau; † 16. Mai 1982 ebenda) war ein deutscher Politiker (CSU).

## Leben
Wösner besuchte die Volksschule und die städtische Handelsschule in Passau und machte danach die Ausbildung zum Kaufmann sowie die Prüfung zum Kaufmannsgehilfen. Er war daraufhin im Reichsarbeitsdienst und im Kriegsdienst tätig. Nach seiner Entlassung aus der amerikanischen Kriegsgefangenschaft arbeitete er als Verwaltungsangestellter. 1948 wurde er hauptamtlicher Geschäftsführer der CSU für die Stadt Passau und den Landkreis Passau. Ein Jahr später wurde er Geschäftsführer des Bundestagswahlkreises Passau, nachdem er zwischenzeitlich auch Geschäftsführer der niederbayerischen CSU war. 1956 saß er zum ersten Mal im Passauer Stadtrat. Am 18. August rückte er für den verstorbenen Josef Piechl in den Bayerischen Landtag nach. Diesem gehörte er bis 1978 an, ab 1966 direkt gewählt, zuletzt im Stimmkreis Passau-Ost.
Wösner war verheiratet und Vater von drei Kindern, darunter Jürgen Wösner, CSU-Kommunalpolitiker und Vorsitzender des 1. FC Passau.
Hermann Wösner war eng befreundet mit dem Passauer Oberbürgermeister Hans Hösl.

## Auszeichnungen und Ehrungen
- Verdienstkreuz 1. Klasse des Verdienstordens der Bundesrepublik Deutschland (1978)
- Ehrenbürger der Stadt Passau (1979)
- Ehrenring der Stadt Passau (1981)
- Komturkreuz des päpstl. Ritterorden vom Hl. Sylvester (Silvesterorden) (1982)

In Passau-Neustift ist eine Straße nach Hermann Wösner benannt, sein Name steht auf dem Ehrenmal der Stadt Passau auf dem Innstadtfriedhof.